# Янаки Космад
Янаки Космад (на румънски: Ianachi Cosmad или Enache, Iani) е арумънски общественик.

## Биография
Янаки Космад е роден в Охрид, тогава в Османската империя, днес Северна Македония. Баща е на румънския поет Димитрие Болинтиняну. Космад развива широка обществена дейност сред арумънското население. Работи по пощенските станции, а след това обработва земя. Установява се със семейството си в Болинтин Вале, Румъния, където в 1831 година умира.